# Gabriel M’Boa
Gabriel M’Boa ist ein ehemaliger zentralafrikanischer Langstreckenläufer. Er war der erste Athlet der Zentralafrikanische Republik, der an Olympischen Spielen teilnahm und trat bei den Olympischen Sommerspielen 1968 in Mexiko an.
Er nahm am Wettbewerb über 5000 m teil und gelangte in seinem Vorlauf auf Platz 13.